# Нікола Вентола
Нікола Вентола (італ. Nicola Ventola, нар. 24 травня 1978, Грумо-Аппула) — колишній італійський футболіст, що грав на позиції нападника. Молодіжний чемпіон Європи 2000 року.

## Клубна кар'єра

### Ранні роки
Народився 24 травня 1978 року в місті Грумо-Аппула, який знаходиться в провінції Барі. Дідусь Николи (теж Нікола) також був футболістом. Батько теж не був далекий від кальчо — він всіляко допомагав місцевій команді «Грумезе». Внесок Віто був оцінений владою по достоїнству, і після смерті батька стадіон в Грумо-Аппулі носить його ім'я. Сам же маленький Нікола Вентола починаючи з трьох років тільки й робив, що возився з м'ячем і згодом батько віддав хлопця в прімаверу «Барі», розуміючи, що в скромному «Грумезе» перспектив куди менше.
Три роки Вентола старанно займався в молодіжній команді «Барі» і навіть привернув увагу тренерів збірної Італії (U-15). На відміну від багатьох футболістів, Нікола не закинув навчання і старався якомога частіше відвідувати заняття. Вже будучи гравцем, що стабільно виходить на поле за першу команду «півнів», він таки закінчив школу за фахом «Юриспруденція».

### «Барі»
До основного складу «Барі» Вентолу підпустили в 16 років, при тому що тоді виступала в Серії А. Тренер головної команди «Барі» Джузеппе Матерацці, батько майбутнього чемпіону світу Марко, дав юнакові дебютувати в еліті в такому ранньому віці. Це сталося 6 листопада 1994 року в виїзному матчі чемпіонату проти «Фіорентини» (0:2). Після цього матчу Нікола більше в тому сезоні не грав, так як на позиції форварда за клуб грав знаменитий Ігор Протті, який через кілька сезонів отримав приз найкращого бомбардира чемпіонату, а також в заявці був ще один талановитий форвард Нікола Легроттальє.
У наступному сезоні склад «Барі» поповнив 29-річний швед Кеннет Андерссон. Вони на пару з Протті наколотили 36 голів, а Вентола здебільшого залишався на лавці, вийшовши на поле всього сім разів і не забивши. Втім, в тому «Барі», крім Кеннета і Ігора, не забивав майже ніхто — як результат 15-е місце і виліт. Після цього Протті перебрався в «Лаціо», Андерссон в «Болонью», а новий тренер Еудженіо Фашетті, що замінив Матерацці, привів у команду нових форвардів — молодих Марко Ді Вайо і Франческо Флакі, на фоні яких Вентола почав блищати — Марко і Ческо закінчили сезон з трьома голами кожен, Вентола ж відзначився 10 разів. Фашетті повністю довіряв тоді вже стабільному гравцеві молодіжки U-18, і молодий форвард став одним з відкриттів сезону, який Барі завершило на четвертій позиції, що дала право повернутися в еліту.
Наступний чемпіонат виявися для Вентоли останнім у рідній команді. Незважаючи на те, що через травму зіграв він всього вісім матчів, а забив двічі, «нерадзуррі» в особі президента Массімо Моратті не пошкодували віддати за багатообіцяючого аттакканте 9 млн доларів. Причиною такого рішення босів «Інтера» багато в чому став матч 33-го туру — Інтер на полі «Барі» комфортно вів 1:0 завдяки голу Роналдо, але на 86-й хвилині Вентола рахунок зрівняв, а за хвилину до фінального свистка представник ПАР Філ Масінга і зовсім шокував міланців.

### «Інтернаціонале» та оренди
Крім новачка Вентоли у розпорядженні тренера «Інтера» Луїджі Сімоні перед початком сезону 1998/99 на позицію форварда був Роналдо, Іван Саморано і Юрій Джоркаєфф. Крім того влітку «Інтер» поповнили Роберто Баджо і молодий Андреа Пірло, з яким Нікола швидко знайшов спільну мову і гравці стали найкращими друзями. Незважаючи на наявність таких зіркових конкурентів по позиції, Вентола і Пірло змогли зарекомендувати себе і часто отримували місце на полі. Тренери змінювалися — Інтер в тому сезоні встигли потренувати Мірча Луческу, Лучано Кастеллані і Рой Годжсон, але Вентола стабільно грав при кожному з них. Інтер сезон завалив, ставши восьмим, а Нікола провів, напевно найкращий свій чемпіонат, відзначившись у Серії А шість разів. Але куди більш значуща були голи 20-річного італійця в єврокубках — він відзначився чудовим ударом у ворота «Спартака» в груповому турнірі, а в чвертьфіналі навіть забив самому Петеру Шмейхелю.
Влітку 1999 року «Інтер» очолив Марчелло Ліппі і придбав Крістіана Вієрі. Його трансфер з «Лаціо» на той момент став найдорожчим в історії футболу. Залишилися в Мілані і Роналдо з Саморано, і Баджо, тому Вентола змушений був відправитись в оренду — в «Болонью», а Пірло був відданий «Реджині». У «Болоньї», якою тоді керував Франческо Гвідолін, Вентола зустрів старого приятеля Кеннета Андерссона і, як кілька років тому, не зміг виграти в нього конкуренцію. У парі зі шведом грати також не виходило, адже в «Болоньї» тоді ще й грала легенда клубу Джузеппе Сіньйорі, тому Вентола отримав роль третього нападника, і за сезон зіграв 15 матчів, в яких не забив жодного гола.
Повернувшись в «Інтер», Вентола дізнався, що знову не залишиться в команді. До «нерадзуррі» тоді приєдналися форварди Хакан Шукюр і Роббі Кін, а Вентола відправився в оренду в «Аталанту» в обмін на половину прав на молодого аттакканте Коррадо Коломбо. В новій команді Вентола продовжував забивати — 10 голів у 28 матчах за бергамасків у сезоні, після чого вкотре відбув до Мілана. Цього разу його зустрів новий тренер аргентинець Ектор Купер, а також нові форварди — сьєрра-леонець Мохаммед Каллон і бразилець Адріано. Цього разу Вентола залишився в команді, проте багато в чому через травми Вієрі і Роналдо. Тому коли Купер зробив ставку на дует Вентоли з Каллоном, молоді нападники виправдали її сповна. Але зірки повернулися, і довелося знову сідати на лавку. А, не потрапляючи до складу, Вентола геть забував про футбол. Не маючи якийсь час ігрової практики, швидко втягнутися в ігровий ритм для нього завжди було проблемою, а, коли в команді є легендарні бомбардири, сподіватися на везіння не варто.
|                  | Я відбувся як футболіст, коли почав грати за «Інтер», але в професійному плані зробив багато помилок, та й травми не обійшли стороною. У Інтері почав добре — забив 3 голи в перших п'яти турах, частенько забивав і в Лізі чемпіонів. Ну а потім я погнався за ефемерними речами, там-то все і закінчилося. Люди з головою на плечах, на кшталт Пірло, залишилися, я — ні. Можливо, будь у мене тренером Моурінью, який був би зі мною суворий як з Балотеллі, то все склалося б інакше |
| — Нікола Вентола | |

.

### Останні роки
Травма не дозволила Вентолі вийти на поле в наступному сезоні, після чого була нова оренда, цього разу в «Сієну», де провів наступний сезон. Після цього рік виступав в оренді за англійський «Крістал Пелес», але через травми зіграв лише у трьох матчах.
Влітку 2005 на правах оренди приєднався до «Аталанти», де провів два сезони, після чого перейшов у «Торіно». В кінці сезону 2008/09 туринці вилетіли до Серії B, і контракт з Вентолою не був продовжений. 
Після цього гравець довгий час не міг знайти команду. Були пропозиції від «Фрозіноне» і «Модени», але Вентола вважав нижче своєї гідності приймати такі варіанти. Переговори з «Барі» і «Катанією» зірвалися, і Вентола зіткнувся з перспективою зав'язати з футболом в 30 років. Але старий друг екс-воротар «Барі» Альберто Фонтана запропонував поспілкуватися з керівництвом «Новари», з якою в листопаді 2009 року Вентола підписав контракт і в першому ж сезоні допоміг команді вийти до Серії Б. 11 лютого 2011 року через постійні проблеми з травмами нападник оголосив про своє завершення кар'єри.

## Виступи за збірні
1993 року дебютував у складі юнацької збірної Італії, взяв участь у 24 іграх на юнацькому рівні, відзначившись 17 забитими голами.
Протягом 1996–2000 років залучався до складу молодіжної збірної Італії, разом з якою поїхав на молодіжний чемпіонат Європи, що пройшов влітку 2000 року в Словаччині. Італійці під керівництвом Марко Тарделлі перемогли, у фіналі обігравши чехів, найкращим бомбардиром турніру став Андреа Пірло, але й Вентола був основним гравцем тієї збірної. Двічі він вийшов в основі, двічі з'явився на заміну і забив у ворота збірної Туреччини в півфіналі. Та ж команда взяла участь і в Олімпіаді в Австралії — італійці вийшли з групи, але в першому раунді плей-оф поступилися Іспанії. Всього на молодіжному рівні зіграв у 25 офіційних матчах, забив 12 голів.
1998 року викликався до складу національної збірної Італії, але весь матч просидів на лавці і на поле так і не вийшов.

## Статистика виступів

### Статистика клубних виступів
| Сезон                      | Команда                    | Чемпіонат                  | Чемпіонат | Чемпіонат | Національний кубок | Національний кубок | Національний кубок | Континентальні кубки | Континентальні кубки | Континентальні кубки | Інші змагання | Інші змагання | Інші змагання | Усього | Усього |
| Сезон                      | Команда                    | Ліга                       | Ігор      | Голів     | Ліга               | Ігор               | Голів              | Ліга                 | Ігор                 | Голів                | Ліга          | Ігор          | Голів         | Ігор   | Голів  |
| -------------------------- | -------------------------- | -------------------------- | --------- | --------- | ------------------ | ------------------ | ------------------ | -------------------- | -------------------- | -------------------- | ------------- | ------------- | ------------- | ------ | ------ |
| 1994-95                    | «Барі»                     | A                          | 1         | 0         | КІ                 | 0                  | 0                  | —                    | —                    | —                    | —             | —             | —             | 1      | 0      |
| 1995-96                    | «Барі»                     | A                          | 7         | 0         | КІ                 | 0                  | 0                  | —                    | —                    | —                    | —             | —             | —             | 7      | 0      |
| 1996-97                    | «Барі»                     | B                          | 28        | 10        | КІ                 | 3                  | 0                  | —                    | —                    | —                    | —             | —             | —             | 31     | 10     |
| 1997-98                    | «Барі»                     | A                          | 8         | 2         | КІ                 | 4                  | 1                  | —                    | —                    | —                    | —             | —             | —             | 12     | 3      |
| Усього за «Барі»           | Усього за «Барі»           | Усього за «Барі»           | 44        | 12        |                    | 7                  | 1                  |                      | —                    | —                    |               | —             | —             | 51     | 13     |
| 1998-99                    | «Інтернаціонале»           | A                          | 21+2      | 6+1       | КІ                 | 7                  | 1                  | ЛЧ                   | 7                    | 3                    | —             | —             | —             | 37     | 11     |
| 1999-00                    | «Болонья»                  | A                          | 14        | 0         | КІ                 | 2                  | 2                  | КУЄФА                | 5                    | 2                    | —             | —             | —             | 21     | 4      |
| 2000-01                    | «Аталанта»                 | A                          | 28        | 10        | КІ                 | 4                  | 1                  | —                    | —                    | —                    | —             | —             | —             | 32     | 11     |
| 2001-02                    | «Інтернаціонале»           | A                          | 16        | 4         | КІ                 | 2                  | 1                  | КУЄФА                | 9                    | 5                    | —             | —             | —             | 27     | 10     |
| 2002-03                    | «Інтернаціонале»           | A                          | 0         | 0         | КІ                 | 0                  | 0                  | ЛЧ                   | 0                    | 0                    | —             | —             | —             | 0      | 0      |
| 2003-04                    | «Сієна»                    | A                          | 28        | 4         | КІ                 | 4                  | 1                  | —                    | —                    | —                    | —             | —             | —             | 32     | 5      |
| 2004-05                    | «Інтернаціонале»           | A                          | —         | —         | КІ                 | —                  | —                  | ЛЧ                   | 1                    | 0                    | —             | —             | —             | 1      | 0      |
| Усього за «Інтернаціонале» | Усього за «Інтернаціонале» | Усього за «Інтернаціонале» | 37+2      | 10+1      |                    | 9                  | 2                  |                      | 17                   | 8                    |               | —             | —             | 65     | 21     |
| 2004-05                    | «Крістал Пелес»            | ПЛ                         | 3         | 1         | КА+КЛ              | 0                  | 0                  | —                    | —                    | —                    | —             | —             | —             | 3      | 1      |
| 2005-06                    | «Аталанта»                 | B (ІІ)                     | 35        | 15        | КІ                 | 2                  | 0                  | —                    | —                    | —                    | —             | —             | —             | 37     | 15     |
| 2006-07                    | «Аталанта»                 | A                          | 29        | 6         | КІ                 | 3                  | 2                  | —                    | —                    | —                    | —             | —             | —             | 32     | 8      |
| Усього за «Аталанту»       | Усього за «Аталанту»       | Усього за «Аталанту»       | 92        | 31        |                    | 9                  | 4                  |                      | —                    | —                    |               | —             | —             | 101    | 35     |
| 2007-08                    | «Торіно»                   | A                          | 21        | 4         | КІ                 | 1                  | 1                  | —                    | —                    | —                    | —             | —             | —             | 22     | 5      |
| 2008-09                    | «Торіно»                   | A                          | 14        | 2         | КІ                 | 2                  | 0                  | —                    | —                    | —                    | —             | —             | —             | 16     | 2      |
| Усього за «Торіно»         | Усього за «Торіно»         | Усього за «Торіно»         | 35        | 6         |                    | 3                  | 1                  |                      | —                    | —                    |               | —             | —             | 38     | 7      |
| 2009-10                    | «Новара»                   | ПД (ІІІ)                   | 17        | 4         | КІ+КІ-ЛП           | 0                  | 0                  | —                    | —                    | —                    | СК-ЛП         | 2             | 0             | 19     | 4      |
| 2010-11                    | «Новара»                   | B (ІІ)                     | 9         | 0         | КІ                 | 3                  | 0                  | —                    | —                    | —                    | —             | —             | —             | 12     | 0      |
| Усього за «Новару»         | Усього за «Новару»         | Усього за «Новару»         | 26        | 4         |                    | 3                  | 0                  |                      | —                    | —                    |               | 2             | 0             | 31     | 4      |
| Усього за кар'єру          | Усього за кар'єру          | Усього за кар'єру          | 279+2     | 68+1      |                    | 37                 | 11                 |                      | 22                   | 10                   |               | 2             | 0             | 342    | 90     |

## Титули і досягнення
- Переможець Середземноморських ігор: 1997
- Чемпіон Європи (U-21): 2000